# René Tirard

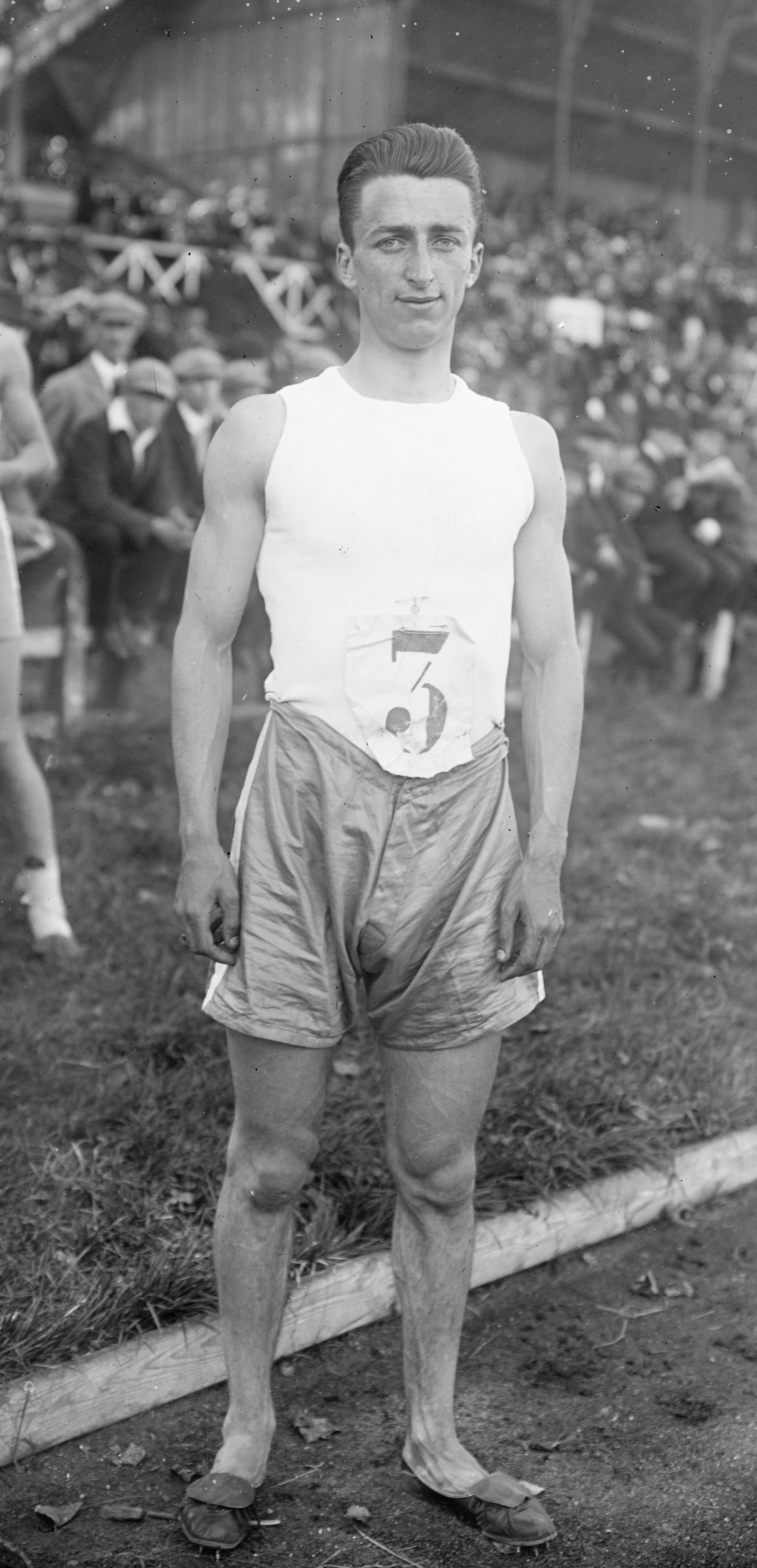
René Tirard 1920

René Eugène Ernest Tirard (* 20. Juli 1899 in Le Havre; † 12. August 1977 in Clichy) war ein französischer Sprinter.
Bei den Olympischen Spielen 1920 in Antwerpen gewann er mit der französischen Mannschaft Silber in der 4-mal-100-Meter-Staffel. Über 100 und 200 Meter erreichte er das Viertelfinale.
1919 wurde er nationaler Vizemeister über 100 Meter.

## Persönliche Bestzeiten
- 100 m: 11,0 s, 7. September 1919, Brüssel
- 200 m: 22,2 s, 28. August 1920, Colombes